# Leptocyclopodia brevicula
Leptocyclopodia brevicula är en tvåvingeart som beskrevs av Maa 1966. Leptocyclopodia brevicula ingår i släktet Leptocyclopodia och familjen lusflugor. Inga underarter finns listade i Catalogue of Life.